# Thomas Kneib
Thomas Kneib (* 1976) ist ein deutscher Statistiker.

## Leben und Wirken
Thomas Kneib studierte an der Universität München, wo er 2006 mit der Arbeit Mixed Model Based Inference in Structured Additive Regression promoviert und 2009 mit der Arbeit Statistical Modelling Based on Structured Additive Regression habilitiert wurde. Von 2009 bis 2011 war er Professor für angewandte Statistik an der Universität Oldenburg. Seit 2011 hat er einen Lehrstuhl für Statistik an der Wirtschaftswissenschaftlichen Fakultät der Universität Göttingen. Er war von 2016 bis 2018 Sprecher der Göttingen Graduate School of Social Science und ist Sprecher des
DFG-Graduiertenkollegs 1644 Skalenprobleme in der Statistik.

## Bücher
- L. Fahrmeir, T. Kneib, S. Lang: Regression - Modelle, Methoden und Anwendungen. Springer Verlag, 2007, ISBN 978-3-540-33932-8.
- L. Fahrmeir, T. Kneib: Bayesian Smoothing and Regression for Longitudinal, Spatial and Event History Data. Oxford University Press, 2011, ISBN 978-0-19-953302-2.
- L. Fahrmeir, T. Kneib, S. Lang, B. Marx: Regression: models, methods and applications. Springer Science & Business Media, 2013, ISBN 978-3-642-34332-2.